# 徳島都市開発
徳島都市開発 株式会社（とくしまとしかいはつ）は、徳島県徳島市に本社を置く第三セクターの不動産会社。

## 概要
1979年に会社設立。当時は山本潤造市長が再開発事業を最重要施策に位置付け、市を中心とした地権者が徳島駅西地区市街地再開発準備組合を設立しており、徳島都市開発ではキーテナント探しや地元商業者との折衝が行われた。現在はアミコ専門店街や徳島東急インを所有している。
2019年10月10日、アミコビルの核テナントである「そごう徳島店」が2020年8月31日に閉店することが発表された。
2020年4月28日、徳島都市開発社長の一宮信牲は、そごう撤退の責任をとり、この日の株主総会をもって社長を退任した。同年6月10日、徳島都市開発は臨時株主総会と取締役会を開き、元副市長の鈴江祥宏を社長に選任した。社外取締役には第2副市長の折野好信と経済部長の横山昇が就任した。
2021年1月19日、内藤佐和子市長は、「アミコビルを再生することで、中心市街地ににぎわいを取り戻さないといけない」として、徳島都市開発に最大20億円を貸し付ける方針を明らかにした。同年1月26日、市議会臨時会で「2020年度に徳島都市開発に10億円を貸し付け、2021年度に10億円を限度額とする債務負担行為を設定する」議案が可決された。
2022年4月5日、徳島都市開発は、アミコビルの新たな核テナントとなる「三越徳島」が、同月13日午前10時にオープンすると発表した。
同年4月13日、徳島都市開発は、複数の金融機関から運転資金などとして、新たに総額20億円の融資を受けることが決まったと発表した。徳島都市開発はアミコビルについて、同年秋までの全面リニューアルを計画している。